# Essanay Studios

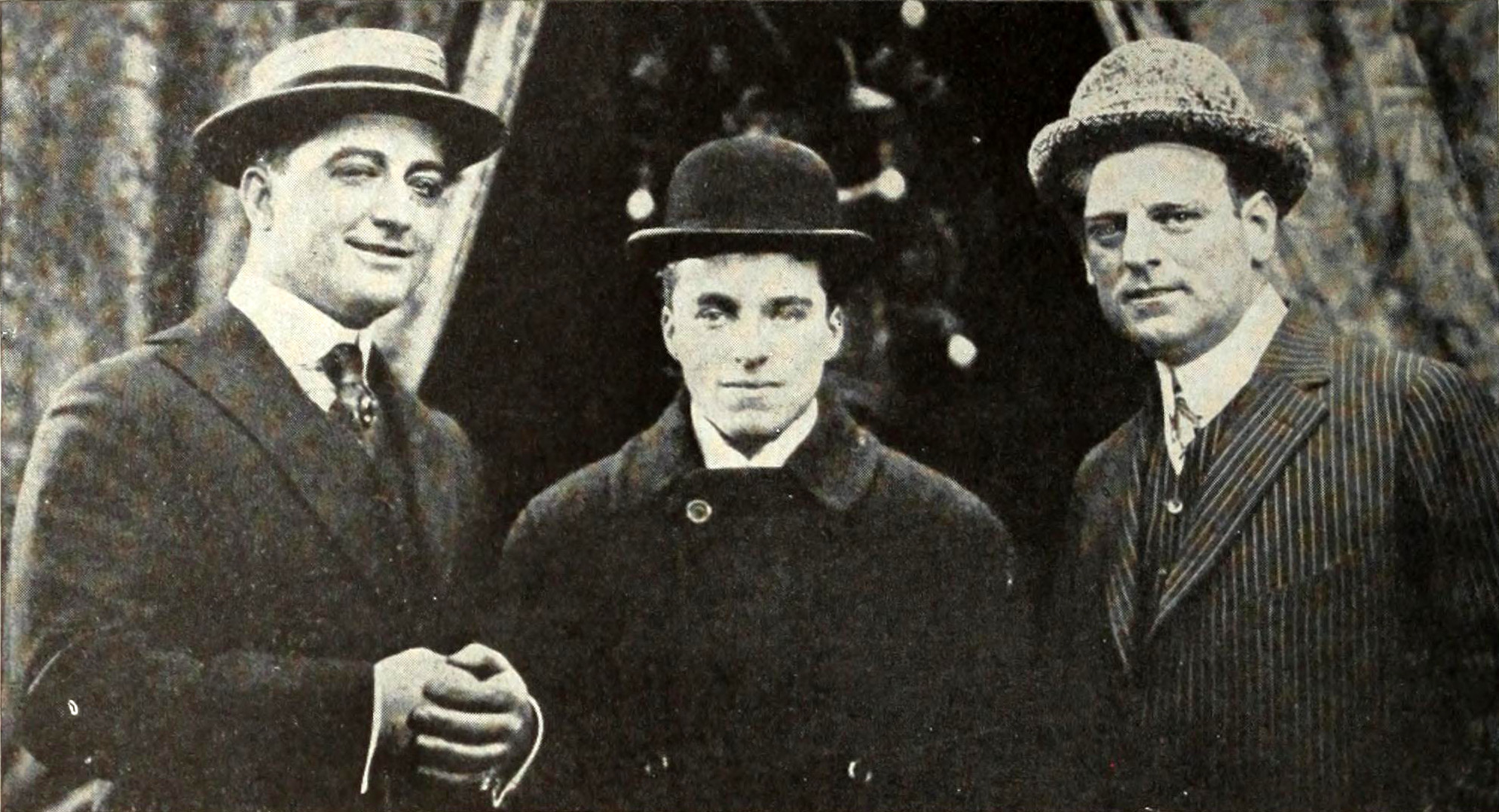
Francis X. Bushman, Charlie Chaplin e Broncho Billy Anderson (1915).

Essanay Film Manufacturing Company, ou Essanay Studios, foi um estúdio cinematográfico estadunidense fundado em 1907 por George K. Spoor e Gilbert M. Anderson, inicialmente sob o nome Peerless Film Manufacturing Company. Tornou-se mais conhecido pelas comédias de Charlie Chaplin em 1915.

## Fundação
O estúdio foi fundado em Chicago, em 1907, por George K. Spoor e Gilbert M. Anderson, originalmente como Peerless Film Manufacturing Company. Em 10 de agosto de 1907, o nome foi mudado para Essanay (pronúncia inglesa de "S and A", de Spoor e Anderson).
Originalmente o Essanay era localizado em 496 Wells Street, 496 (pela numeração moderna, N. Wells, 1300). O primeiro filme do Essanay, An Awful Skate, or The Hobo on Rollers, interpretado por Ben Turpin, foi produzido em julho de 1907 com apenas algumas centenas de dólares, mas arrecadou milhares de dólares em seu lançamento. O estúdio prosperou e, em 1908, mudou-se para o famoso endereço da 1333–45 W. Argyle St, em Uptown, Chicago.
A Essanay integrava o consórcio Motion Picture Patents Company e seus filmes eram distribuídos pela General Film Company.

## Lideranças

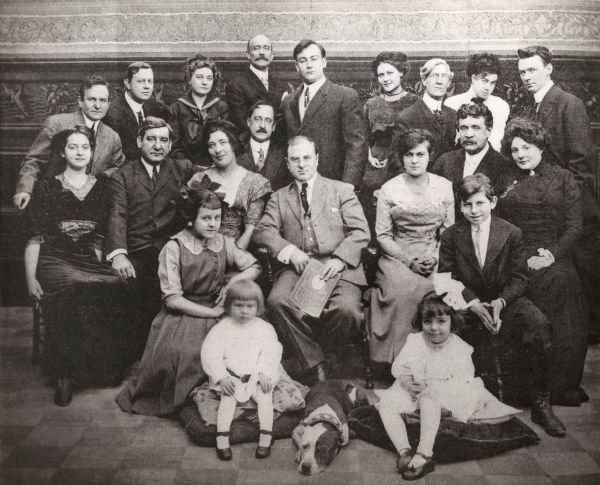
Grupo técnico e artístico do Essanay Studios em Chicago, Illinois, 1911: no alto, da E para D: Joseph Dailey, F. Doolittle, Inez Callahan, William J. Murray, Curtis Cooksey, Helen Lowe, Howard Missimer, Miss Lavalliet, Cyril Raymond. Médio: Florence Hoffman, Harry Cashman, Alice Donovan, Frank Dayton, Harry McRae Webster (produtor e diretor), Lottie Briscoe, William C. Walters, Rose Evans. Embaixo: Eva Prout (Evebelle Ross Prout), Bobbie Guhl, Jack Essanay (cão), Charlotte Vacher, Tommy Shirley (Thomas P. Shirley).

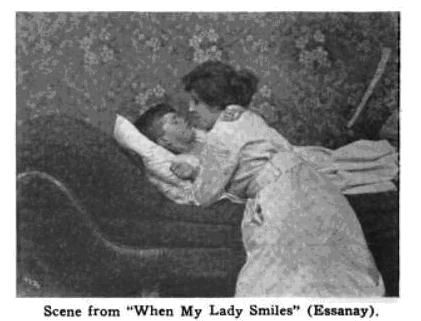
Cena com Florence Oberle (1915).

Gilbert M. Anderson (ou Max Aronson, seu nome verdadeiro) era um artista do vaudeville que, após atuar no filme do Edison Studios “The Great Train Robbery” (“O Grande Roubo do Trem”), em 1903, continuou atuando em filmes. Mais tarde, devido ao personagem, passou a ser conhecido como Gilbert M. “Broncho Billy” Anderson. George K. Spoor era dono do Kinodrome Circuit, que exibia filmes no Orpheum.
O Essanay produziu filmes mudos com estrelas tais como George Periolat, Ben Turpin, Wallace Beery, Thomas Meighan, Colleen Moore, Francis X. Bushman, Gloria Swanson, Bebe Daniels, Tom Mix, Ann Little, Helen Dunbar, Harold Lloyd, Lester Cuneo, Eugene Pallette, Florence Oberle, Virginia Valli, Edward Arnold, Beverly Bayne e Rod La Rocque.
Em 1913, William F. “Buffalo Bill” Cody assinou contrato com a Essanay, para aparecer em filmes descrevendo os seus dias de pioneiro do Oeste.
Os pilares da organização, no entanto, foram o co-proprietário do estúdio, G. M. Anderson, estrelando os populares faroestes de “Broncho Billy”, e Charlie Chaplin. Allan Dwan foi contratado pelo Essanay Studios como roteirista e tornou-se um famoso diretor de Hollywood. Louella Parsons também foi contratado como roteirista e passou a ser uma colunista de "fofocas" de Hollywood. Ambos, George K. Spoor (em 1948) e Broncho Billy Anderson (em 1958) receberam Oscars honorários devido ao seu esforço pioneiro com o Essanay.

## Expansão dos estúdios

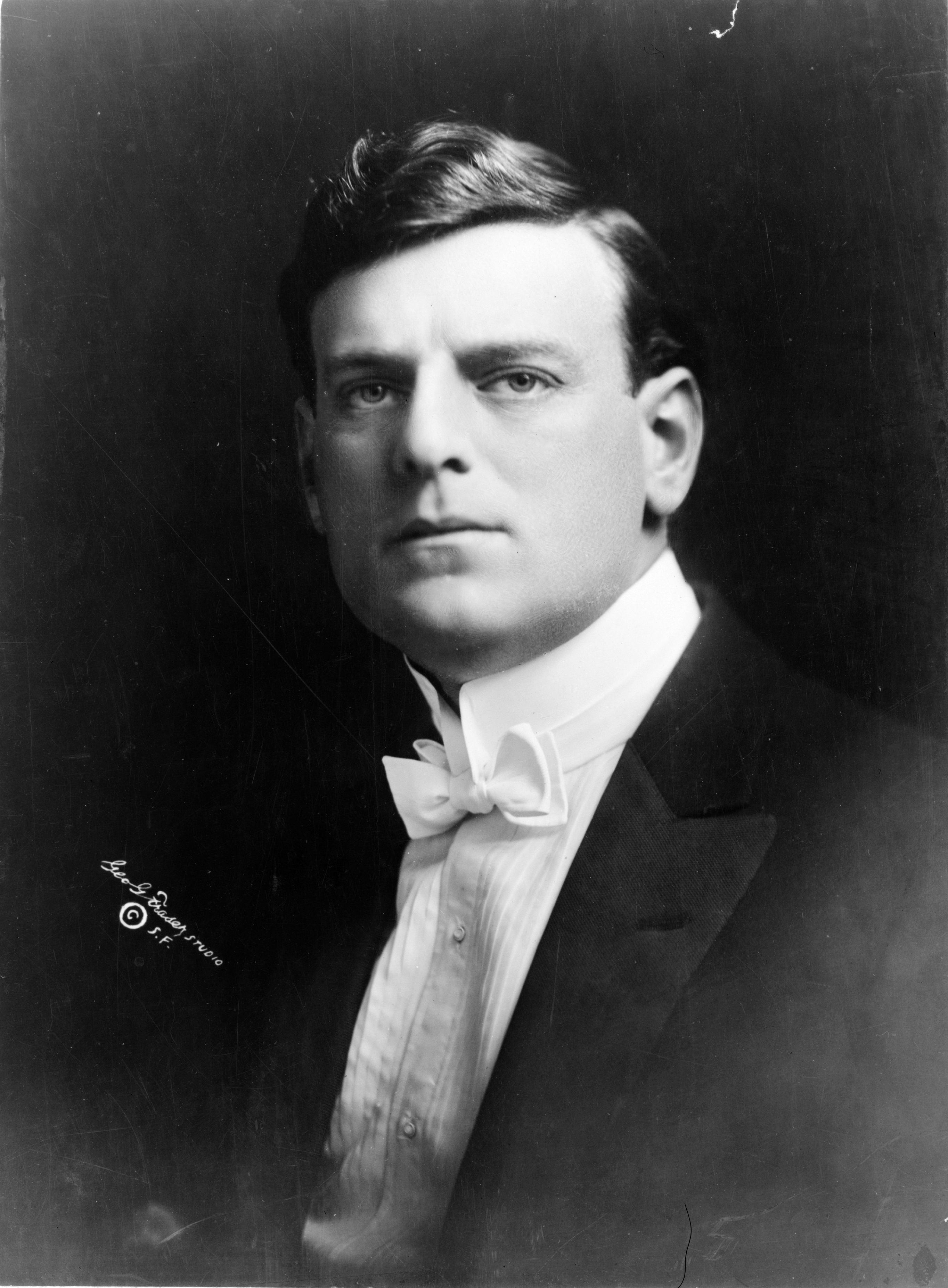
Gilbert M. “Broncho Billy” Anderson, um dos fundadores do Essanay.

Devido aos padrões de tempo sazonais de Chicago e a popularidade dos westerns, Gilbert Anderson levou parte da empresa para a Califórnia, movimentando-se do norte ao sul da Califórnia, e voltando em uma base que se mantinha regular. Esse trajeto incluiu locações em São Rafael e Santa Bárbara, ambos na Califórnia. Foi aberto o Essanay-West em Niles, na Califórnia, em 1908, ao pé do Niles Canyon, onde muitos westerns de Broncho Billy foram filmados, estrelados por Anderson, juntamente com o filme The Tramp, de Charlie Chaplin. Eventualmente, o estúdio mudou todas as operações para Los Angeles.
O estúdio de Chicago e o novo estúdio de Niles continuaram a produzir filmes nos próximos cinco anos, atingindo um total de mais de 1.400 títulos do Essanay durante seus dez anos de história. O estúdio de Chicago produziu muitos dos famosos filmes do Essanay, incluindo a primeira filmagem estadunidense de Sherlock Holmes (1916), a primeira filmagem estadunidense de A Christmas Carol (1908), de Charles Dickens, e o primeiro filme sobre Jesse James, The James Boys in Missouri (1908). O Essanay também produziu alguns dos primeiros cartoons do mundo (“Dreamy Dud” foi a personagem mais popular).

## Chaplin

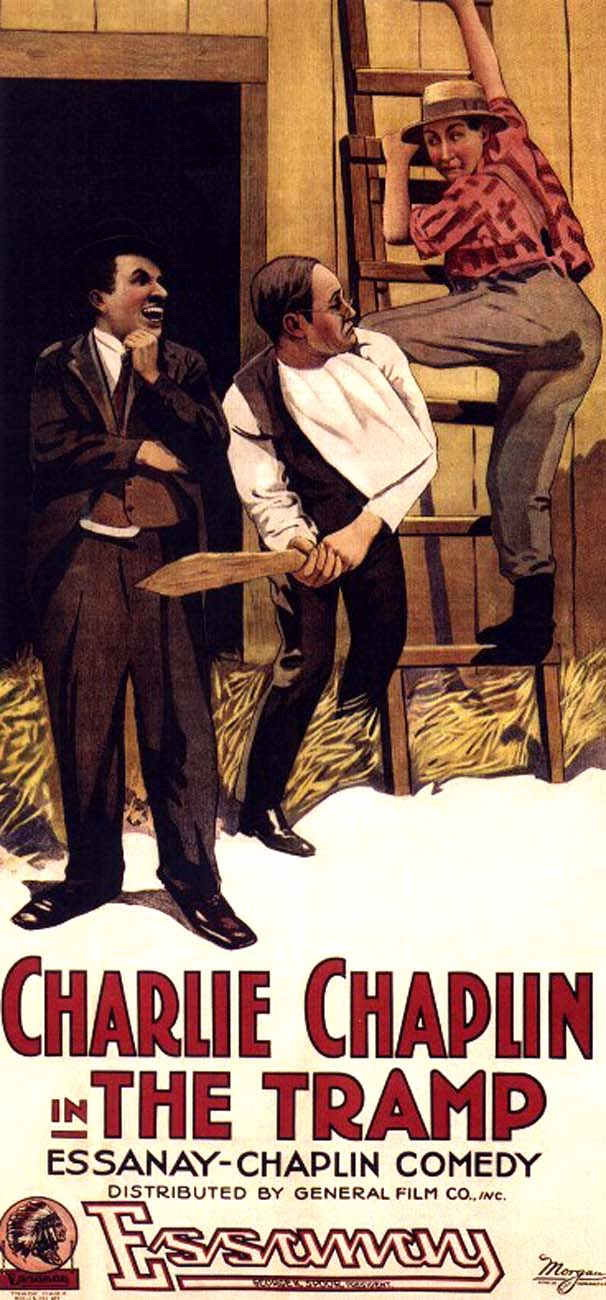
Cartaz do filme "The Tramp", com Charlie Chaplin.

No final de 1914, o Essanay contratou Charlie Chaplin, da Keystone Studios, de Mack Sennett, oferecendo a Chaplin um salário mais elevado e a sua própria unidade de produção. Chaplin fez 14 comédias curtas no Essanay em 1915, em ambos os estúdios de Chicago e Niles, além de uma aparição em um dos westerns de Broncho Billy. Chaplin no Essanay apresenta filmes mais disciplinados do que o caótica algazarra de suas produções na Keystone, com melhores valores de história e desenvolvimento do personagem. O filme marco da série de Chaplin é The Tramp (1915), em que o personagem vagabundo de Chaplin encontra trabalho em uma fazenda.
Chaplin injetou momentos de drama inéditos em comédias pastelão (o vagabundo é derrubado por uma ferida de bala e, em seguida, decepcionado no romance). O filme termina com a famosacena do vagabundo solitário de costas para a câmera, andando pela rua cabisbaixo e então “dá de ombros” de forma otimista e se posiciona para sua próxima aventura. Aa audiências responderam bem à humanidade do personagem de Chaplin e ele continuou a explorar temas sérios ou sentimentais dentro de situações cômicas.
A equipe de Chaplin no Essanay incluía Ben Turpin, que não gostava de trabalhar com a meticulosidade de Chaplin e só apareceu com ele em um par de filmes; Edna Purviance, que se tornou sua namorada fora da tela; Leo White, interpretando quase sempre um vilão exigente; e as figuras de autoridade para todos os fins, Bud Jamison e John Rand.
Chaplin não gostou do tempo imprevisível de Chicago e saiu depois de um ano para conseguir mais dinheiro e mais criatividade em outro lugar. Sua partida causou uma ruptura entre os fundadores Spoor e Anderson. Chaplin fora o maior lucro do estúdio e o Essanay recorreu à criação de novas comédias de Chaplin de imagens de arquivo. Finalmente, com Chaplin fora da cena de Essanay, foi assinado contrato com o comediante francês Max Linder, cuja pantomima inteligente foi muitas vezes comparada à de Chaplin.
Linder não conseguiu a popularidade de Chaplin na América. Em 1916, Spoor compra a parte de Anderson. Em um último esforço para salvar o estúdio, o Essanay entrou em uma fusão de quatro vias, orquestrada pelo distribuidor cinematográfico de Chicago George Kleine, em 1918. Kleine fez uma nova combinação, a V-L-S-E, que era um amálgama das empresas Vitagraph Studios, LubinStudios, Selig Polyscope Company e Essanay Studios. Apenas a marca Vitagraph continuou até a década de 1920, sendo absorvida pela Warner Brothers, em 1925.

## Final
George K. Spoor continuou a trabalhar na indústria do cinema, introduzindo um malsucedido sistema 3-D em 1923, e o Spoor-Berggren Natural Vision, um formato widescreen 65 mm em 1930. Ele morreu em Chicago em 1953. G. M. Anderson começou uma produtora independente, patrocinando Stan Laurel em uma séried e comédias mudas, e morreu em Los Angeles em 1971.
A construção do Essanay, em Chicago, foi posteriormente assumida pelo produtor independente Norman Wilding, que fez filmes industriais. A locação de Wilding foi mais duradoura do que o próprio Essanay. No início dos anos 70, uma parte do estúdio foi oferecida para o Columbia College (Chicago) por um dólar, mas a oferta caducou sem ação. Em seguida, foi dada a uma empresa de televisão sem fins lucrativos, que a vendeu.
Um dos inquilinos foi o escritório da Technicolor. Atualmente o Essanay é o St. Augustine College, de Chicago, e seu salão principal foi nomeado auditório Charlie Chaplin.

## Leitura
- David Kiehn, Broncho Billy and the Essanay Film Company, Farwell Books, 2003. ISBN 978-0-9729226-5-4.